# Jan Schlauer
Jan Schlauer (1966) es un botánico y taxónomo alemán.
Es investigador y profesor en la Universidad de Tubinga, y se ha especializado en la familia de plantas carnívoras, publicando habitualmente en Carnivorous Plant Newsletter.

## Algunas publicaciones
- 2002. World Carnivorous Plant List--Nomenclatural Synopsis of Carnivorous Phanerogamous Plants Archivado el 18 de septiembre de 2016 en Wayback Machine.

- g. Bringmann, j. Schlauer, k. Wolf, h. Rischer, u. Buschbom, a. Kreiner, f. Thiele, m. Duschek, l. aké Assi. 1999. Cultivation of Triphyophyllum peltatum (Dioncophyllaceae), the Part-Time Carnivorous Plant. Carniv. Pl. Newslett. 28: 7-13

## Honores
- Miembro de la Sociedad Internacional de Plantas Carnívoras.[3]
- La abreviatura «Schlauer» se emplea para indicar a Jan Schlauer como autoridad en la descripción y clasificación científica de los vegetales.[4]